# Dilmah
Dilmah — цейлонський чайний бренд. Був заснований у 1988 році Мерріллом Дж. Фернандо. Доступний у більш ніж 102 країнах світу, включаючи США, Велику Британію, Туреччину, Литву, Польщу, Україну, Молдову, Білорусь, Росію, Угорщину, Канаду, Чилі, Південну Африку, Австралію, Японію та Нову Зеландію.

## Історія
У 1930 році в селищі Палансена (Шрі-Ланка) народився засновник компанії Dilmah — Меррілл Дж. Фернандо. Після завершення свого навчання у коледжі Маріс Стела у Негомбо у пошуках більших перспектив він переїхав у столицю країни Коломбо, а згодом у Лондон, де він опанував мистецтво чайної дегустації.
Саме під час навчання у Лондоні Меррілл помітив деякі недоліки чайної промисловості: несправедливість по відношенню до виробників чаю та змішування чаю. Адже чай, який ретельно збирався вручну і виготовлявся згідно з традиційними методами на Шрі-Ланці, розглядався великими компаніями тільки як сировина, що продавалася за номінальну вартість в Європу, де вже здійснювалося пакування, брендінг та визначалася ціна. Тож, основний прибуток від продажу цейлонського чаю отримували посередники, а виробник — лише незначну його частину. З іншого боку широка практика змішування чаю з різних країн світу та продажу його під виглядом цейлонського чаю значно псувала репутацію останнього, визнаного до того найкращим у світі. Бажаючи вирішити ці недоліки, Меррілл Дж. Фернандо заснував власну торговельну марку Dilmah. На сьогодні ця маленька компанія, створена Мерріллом у 1988 році, щоб змінити експлуатацію сільськогосподарських культур своєї країни великими торговцями, є однією з 10 провідних чайних торговельних марок у світі.

## Виробництво
Виробництво чаю Dilmah починається зі збору чайних флешей — двох верхніх листочків і бруньки. Чай збирається вручну і одразу після збору перевозиться на фабрики, розташовані безпосередньо на чайних плантаціях. Тут чай зав'ялюється, скручується, ферментується і сушиться. Ці чотири стадії виробництва уособлюють традиційний метод виготовлення чаю, якого до сьогодні притримується компанія Dilmah.

## Пакування

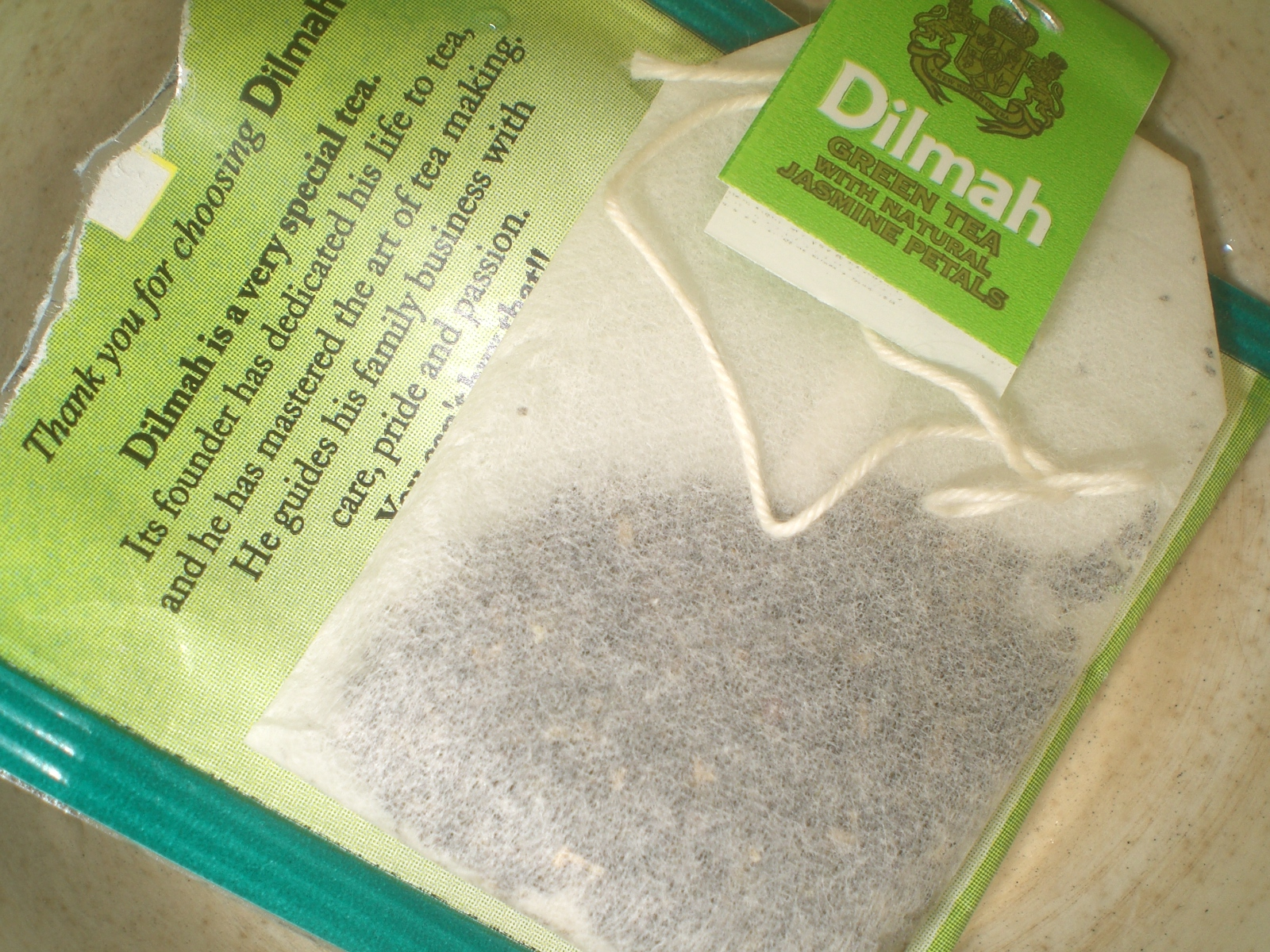
Зелений чай Dilmah

Чай Dilmah запаковується у Шрі-Ланці на власній пакувальній фабриці у передмісті Коломбо — Пеліягоді.

## Благодійна діяльність
Меррілл Дж. Фернандо прагнув створити етичний бізнес, тому заснував Dilmah на принципі бізнесу як засобу турботи про людей. Прибутки від продажу чаю Dilmah по всьому світу забезпечують діяльність благодійного фонду MJF Charitable Foundation (www.mjffoundation.org [Архівовано 21 квітня 2022 у Wayback Machine.]) в Шрі-Ланці та за її межами. Паралельно з ним діє фонд охорони довкілля Dilmah Conservation (www.dilmahconservation.org [Архівовано 14 березня 2022 у Wayback Machine.]), діяльність якого спрямована на підтримку екологічної цілісності. Щорічно благодійний фонд Dilmah досягає більше 10 000 життів через сотні різних гуманітарних проектів.

## Цікаві факти
- Назва Dilmah походить від об'єднання імен двох синів Меррілла Дж. Фернандо — Ділхана та Маліка.
- Історія компанії Dilmah увійшла в підручник Філіпа Котлера "Основи маркетингу" [1].
- 6 травня 2015 року засновника Dilmah Меррілла Дж. Фернандо було нагороджено премією “Бізнес за мир” [2].